# Imke Folkerts Preis für bildende Kunst
Der Imke Folkerts Preis für bildende Kunst ist ein Kunstpreis, der für die Sparten Malerei, Zeichnung, Grafik, Fotografie und Skulptur offen ist. Die Sparten Rauminstallationen, Videokunst und Performances sind ausgeschlossen. Bewerber aus aller Welt können sich mit jeweils einem Werk bewerben, das verkäuflich sein muss und gewissen Größenbeschränkungen unterliegt. Der Preis wird alle zwei Jahre im ostfriesischen Fischerdorf Greetsiel im Rahmen der seit 1970 jeweils im Sommer stattfindenden Greetsieler Woche vergeben. Er ist mit 10.000 Euro dotiert.
Die Jury besteht aus Vertretern von Museen, Galeristen, Künstlern und Sammlern. Sie entscheidet in einem Online-Vorverfahren über eine engere Wahl von Arbeiten, die im Original angefordert und in eine Ausstellung übernommen werden. Die Jury entscheidet über den/die Preisträger anhand der Originale. Sie kann den Preis nach eigenem Ermessen teilen, soll das aber insbesondere zur Würdigung eines jungen Künstlers bis zum vollendeten dreißigsten Lebensjahr tun.
Der Preis ist gestiftet von David F. Folkerts-Landau, der ihn nach seiner Großmutter benannte.
Zur fünften Vergabe des Kunstpreises im Jahr 2011 beteiligten sich bundesweit mehr als 250 Künstler.

## Preisträger
- 2004: Francine Schrikkema, Michael Kerstgens, Chantur Chandar
- 2005: Astrid Brandt, Si-Chang Park, Sabine Seemann, Jub Mönster, Christian Holtmann
- 2007: Daniel Behrendt, Hieke Veenstra
- 2009: Eun Jung Kim, René Schoemakers, Eduard Kasper
- 2011: Claudia Berg, Malte Stiehl, Markus Keuler, Hinrich Brockmöller, Natalia Moor[3]

## Juroren
- 2004: Marianne Janssen (Kunsthistorikerin, Landesmuseum Oldenburg), Peter Kuckei (Künstler), Dietmar Elger (Kustos am Sprengel Museum Hannover), Nils Ohlsen (Kunsthalle in Emden), Eckhard Wesche (Künstler, Kunstfunktionär: BBK und IGBK)
- 2005: Barbara Nierhoff (Kunsthalle Bremen), Ben Kuckei (Galerie Kuckei + Kuckei), Peter W. Schaefer (Hochschule für Künste Bremen), Eckhard Wesche
- 2007: Friedrich Scheele (Landesmuseum Emden), Kathrin Hatesaul (Sammlung Daimler Contemporary Berlin), Francine Schrikkema (Malerin, Niederlande)
- 2009: Annette Kanzenbach (Landesmuseum Emden), Hans-Jürgen Wietoska (Sammler), Peter W. Schaefer, Lübbert R. Haneborger (Kunsthistoriker, Ostfriesland Magazin), Peter Kuckei
- 2011: Helmut Eichhorn (ehemaliger Direktor des Landesmuseums Emden), Kriso ten Doornkaat (Künstlerin), Frank Laukötter (Direktor Museen Böttcherstraße Bremen), Peter W. Schaefer, Rob Møhlmann (Künstler, Direktor Museum Møhlmann, Appingedam, Niederlande)[3]
- 2013: Judith Böke (Böke-Museum & Freie Kunstschule Leer), Astrid Brandt (Künstlerin), Ulrich Krempel (Direktor Sprengel Museum Hannover), Peter Kuckei, Peter W. Schaefer[1]